# Sonny King
Alfred Sonny H. King (* in Washington, D.C.) ist ein US-amerikanischer Schauspieler und Synchronsprecher.

## Leben
King studierte von 1967 bis 1968 Schauspiel und Psychologie an der University of Maryland, College Park. Er diente während des Vietnamkrieges als Veteran bei der United States Navy. Ende der 1980er Jahre debütierte er als Filmschauspieler und wirkte vor allem in Action- und Kriegsfilmen wie Chase – Tödliches Spiel, Operation Warzone, Order of the Eagle oder 1991 in Mission: Killfast mit. Er übernahm kleinere Rollen in den Filmen Murder in the First, Eraser oder Crash Dive II und hatte Episodenrollen in den Fernsehserien Profiler, Die glorreichen Sieben, Sabrina – Total Verhext! oder auch Reno 911! inne. Filmrollen verkörperte er unter anderen 2000 in Agent Red – Ein tödlicher Auftrag und 2005 in Elizabethtown. 2011 stellte er im Horrorfilm A Haunting in Salem die Rolle des McSwain dar. 2016 verkörperte er die größere Rolle des Colonel Thomas im Mockbuster Battlefield: Drone Wars. Zwischen 2016 und 2017 stellte er die Rolle des Benjy im Film Ravenwolf Towers: The Feature und der dazugehörigen Fernsehserie Ravenwolf Towers dar. 2021 mimte er in insgesamt fünf Episoden der Fernsehserie Cypher die Rolle des Chris. 2023 spielte er im Horrorfilm Devilreaux die Rolle des Willie Earl.

## Filmografie (Auswahl)
- 1988: Chase – Tödliches Spiel (Death Chase)
- 1988: Operation Warzone
- 1989: Order of the Eagle
- 1991: Mission: Killfast
- 1995: Murder in the First
- 1996: Eraser
- 1999: Crash Dive II
- 1999: Profiler (Fernsehserie, Episode 3x17)
- 2000: Shadow Hours
- 2000: Ultimate Prey
- 2000: Die glorreichen Sieben (The Magnificent Seven, Fernsehserie, Episode 2x10)
- 2000: Agent Red – Ein tödlicher Auftrag (Agent Red)
- 2001: Sabrina – Total Verhext! (Sabrina, the Teenage Witch, Fernsehserie, Episode 5x16)
- 2004: Reno 911! (Fernsehserie, Episode 2x13)
- 2005: Elizabethtown
- 2005: Desperately
- 2007: Standoff (Fernsehserie, Episode 1x15)
- 2007: Somebody Help Me
- 2007: Bloodfighter of the Underworld
- 2010: Somebody Help Me 2 (Fernsehfilm)
- 2011: A Haunting in Salem
- 2012: Spring Eddy
- 2013: Empyrean (Kurzfilm)
- 2013: Second Class Citizens
- 2016: Battlefield: Drone Wars (Drone Wars)
- 2016: I Was a Teenage Merman
- 2016: Ravenwolf Towers: The Feature
- 2016–2017: Ravenwolf Towers (Fernsehserie, 3 Episoden)
- 2019: Oildale
- 2019: Adventure Harbor
- 2020: The Lake (Kurzfilm)
- 2020: The Downside of Bliss
- 2021: Cypher (Fernsehserie, 5 Episoden)
- 2021: Haunted: 333
- 2023: Devilreaux

## Synchronisationen (Auswahl)
- 2008: Metal Gear Solid 4: Guns of the Patriots (Computerspiel)
- 2019: St. Noire (Computerspiel)